# Zhepovë
Zhepovë è un centro abitato appartenente al comune albanese di Këlcyrë, nella prefettura di Argirocastro.
Zhepovë conta attualmente circa 200 abitanti, poiché molti sono emigrati nelle altre città albanesi e nel resto del mondo.
Alla caduta del regime comunista di Enver Hoxha il paese contava quasi 1 000 abitanti.
Il paesino non ha sbocchi sul mare, ma è vicino al fiume Vjosë e al monte Trebeshina.
Zhepovë si trova nel sud del paese nella zona montuosa. I quartieri nel paese un tempo erano identificati con i nomi delle famiglie, ma ora quest'usanza è decaduta perché ci sono quartieri completamente disabitati ed altri scarsamente popolati.
Alcuni paesi vicini e confinanti sono Sukë, Shelqi, Rodenj e il centro più importante della zona, che è Këlcyrë.
La latitudine di Zhepovë è 40.39 (40° 23' 36 N), la longitudine 20.2 (20° 12' 4 E).

## Luoghi di culto
Nel luogo c'èra una chiesa molto importante e per questo il paese è soprannominato anche Kisha cioè chiesa nella lingua albanese. Successivamente la chiesa venne distrutta dagli ottomani di religione musulmana. Nei dintorni vennero costruite alcune moschee che vennero rovinate a loro volta dal regime comunista di Enver Hoxha.

## Infrastrutture e trasporti

### Strade
In paese è presente solo una strada non asfaltata e molto pericolosa che collega il villaggio al resto del comune Sukë.